# ثقافة مالي
الثقافة المالية هي الثقافة المشتركة للشعب المالي والتي أتت نتيجة تفاعل السياسات الإستعماري ومابعد الإستعمار مع الثقافات المتعددة التي يمثلها الخليط المتنوع المكون للشعب المالي، فدولة مالي الحالية هب نتيجة الاتحاد الذي حصل في العصور الوسطى فيما عرف بإمالإمبراطورية المالية، تغيرت جغلافية البلاد الحالية مقارنة مع مساحة الإمبراطورية الأساسية إذ أنها خسرت بعض المساحات في الجنوب وتوسعت من ناحية الشمال والشمال الشرقي، إلا أن مجمع شعوب مالي تأثرت بتقافة الشعب الماندي وبحضارة الإمبراطورية التي سميت تيمنا بها. نجد في الشرق وجود كثيف لشعوب السونغاي والبوزو والدوغان بينما استحضر الشعب الفولي، الذي كان أساسا من الرحل، مناطق متلفة من البلاد. أما في الشمال، فسكنها شعوب رحل من الطوارق والموريون. التفاعل بين هذه المجموعات، بالإضافة العشرات من الإثنيات الأقل عددا، شكلت الثقافة المالية التي اتسمت بالخليط والتوليفات التي أنتجت خليط من التقاليد المالية.

## الخليط الإثني
يتقاسم الشعب الماندي الطبقية حيث يتم تداول المهارات (مثل مهنة الحدادة أو صيد السمك أو حفظ التاريخ) بين أفراد العائلة ويتوارثها الأجيال الجديدة عن أبائهم. وانتشرت هذه التقاليد والطقوس إلى مجتمعات أخرى خارج التطوين الماندي نفسه. ويتكون أكثر من 50٪ من الشعب الماندي بمجمله من الشعوب المالينكي والسونينكي والشعب الساراكولي والديولي والبممباري في الأماكن كثيفة السكان من الجنوب والشرق بالإضافة إلى مزيج من ثقافات أخرى التي تشطل بمجملها المجتمع المالي.
وتعيش قبائل الفولا مناطق متفرعة من أفريقيا الغربية والتي استوطنت قرى ومدن بعدما كانت من الرحل المتنقلة وهي من أول القبائل التي اعتنقت الإسلام وهو الدين الذي يوفر النظام وطرق معيشة معظم الماليين. ونرى أن تقاليد البداوة والترحال ورعاية الماشية لشعوب الفولا أصبغت الثقالفة المالية بتقاليد التنقل والتحرر وأنشأت شبكة متفاعلة من اعتماد المجموعات فيما بين ثقافاتهم. ومن أهم عوامل تشكيل هذا النسيج هو تقليد الانتجاع، أي نقل الماشية من منطقة إلى أحرى بحسب المواسم، التي تتقنه قبائل الفولا والذي يوطت العروة الوثقة بين الثقافات المختلفة. وهو ما يعرف بيومنا هذا بالسانانكويا أو العلاقة المرحة. وانتشرت ثقافة الفولا في دلتا النيجر الداخلي في ولاية ماسينا.
تنتشر شعوب الدوغون والسنغاي في شرق البلاد. تاريخيا، دفعت الإمبراطورية السنغاوية شعوب الدوغون، الذين يؤمنون بالروحانية، إلى الجنوب الشرقي مما أدى إلى عزلتهم وحفاظهم على تقاليديهم الخاصة والتي هي اليوم مفخرة لكل الماليين.
أما على حدود الصحارى وفي الداخل الجاف، يعيش الطوارق والبربر. وفي الشمال الغربي، يعيش الموريون من ألأصول العربية. تشكل هذه الشعوب أقل من 10٪ من مجموع شكان مالي إلا أنهم يضيفون نكهة ثقافية خاصة وإضافية لمالي الحديثة.

## الموسيقى

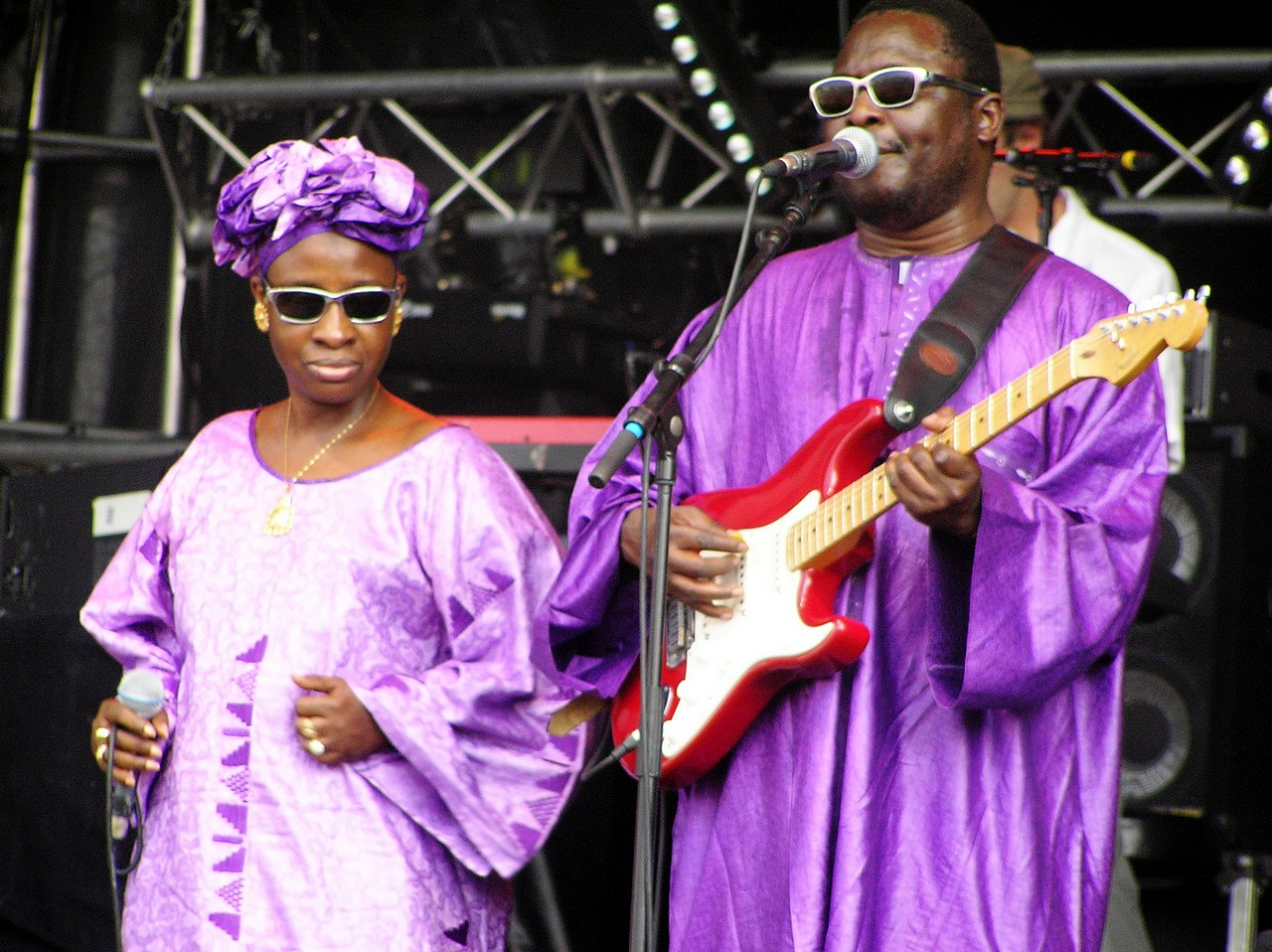
فريق أماديو ومريم الموسيقي المالي

تتأثر الموسيقى المالية بتقاليد «جاليس» الماندية والتي هي طبقة الشعراء. وكاموا تاريخيا يخدمون ككتبة ومستشاروا المحاكم وديبلوماسيون إلا أن مجل عملهم في يومنا هذا يقتصر على إداء وصلات الغناء في الإعراس والحفلات العامة.
من أشهر الموسيقيين الماليين العالميين توماني دياباتي لاعب لة الكورا الشهير وعلى فاركة توري لاعب الجيتار في فريق روتس وخليفته عافل بوكوم، وفريق تيناريوين الطوارقي. والعديد من فرق الموسيقى الأفريقية مثل أمادو و مريم وأومو سنغاري. ومن الأدباء الماليين: بابا تراوري وموديبو سونكالو كيتا وماريس كوندي وموسى كوناتي وفيلي دابو سيسوكو.

## الأدب
تعتبر مالي من أنشط المراكز الفكرية الأفريقية وأدبها يركز على على المنقول والأغاني التاريخية وقصص من الذاكرة. أمادو همباطي با هو من أشهر الأدباء الماليين والذي حفظ عبر كتاباته المنقولات الشعبية وتعاليم أساتذته الفولايين وبقية قبائل البمبرا والماندي المجاورة. وحصل يمبو أولوغويم على جائزة رينودو الأدبية عن كتابه «فرض العنف» عام 1968 والتي تناولت معانات وعبودية ومظلوميات إمبراطورية البامبرا. إلا أنه اتهم بالقيام بأعمال التزوير. واشتهر ماسا ماكان ديابتي في عالم الفرنوفونية وبخاصة كتابه «ملحمة سوندياتا» وثلاثيته بعنوان «كوتا» وهي سلسلة من الكتابات الواقعية حول الحياو في مدينته كيتا.

## المهرجانات والطعام والملابس
يرتدي معظم الماليين العبآت الفضفاضة الملونة وتسمى البوبوس والمنتشرة في غرب أفريقيا. وللماليين الكثير من الاحتفالات وا الرقص والطقوس التقليدية. يوم السبت هو يوم العطلة الأسبوعية بينما تعمل المؤسسات نصف دوام يومي الجمعة، من أجل صلاة المسلمين الأسبوعية، والأحد يوم الصلاة للمسيحيين والذي ورثوه من أيام الإستعمار الفرنسي. وتعطل المؤسسات خلال الأعياد الإسلامية والمسيحية والوطنية.

### الطعام
الأرز والدخن من الأطباق الرئيسية على المائدة المالية والتي تعتمد على الحبوب بشكل كبير والمقدمة مع صلصات خليط الخضار الورقية مثل السبانخ والتبلدي بالإضافة للحوم مثل الضأن والدجاج والعجل والخنزير والماعز. وتختلف طريقة الطهي ومكونات الطعام بين منطقة وأخرى. Malian cuisine varies regionally.

### النسيج

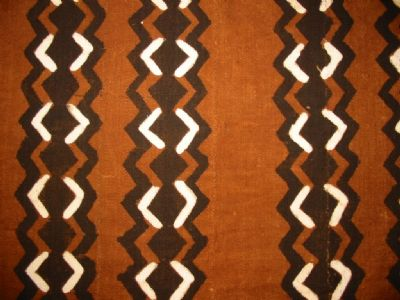
قماش البوغولانفيني المالي

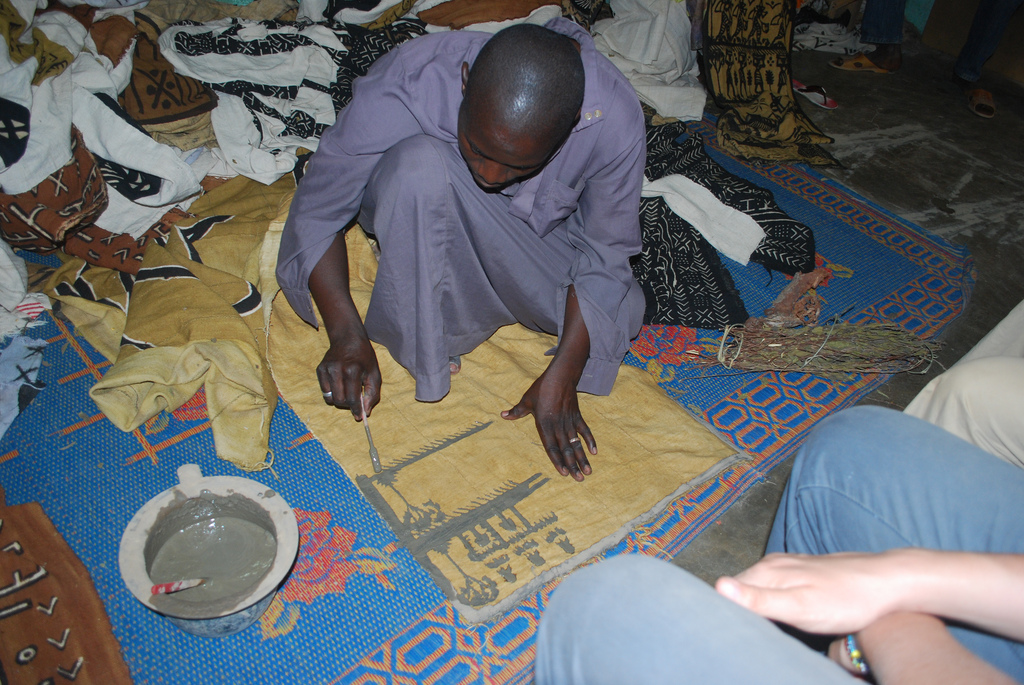
عامل نسيج مالي يصبغ القماش في مدينة دجينا

البوغولانفيني، ويعني "ملبس الوحل)، هو نسيج وطني من القطن يصنع يدويا ويصبغ بالوحل المخمر والذي يعتبر زي وطني اشتهرت به مالي. ويصدر إلى العالم كنسيج للأزياء أو الفنون الجميلة أو للتصميم الداخلي.

## الرياضة

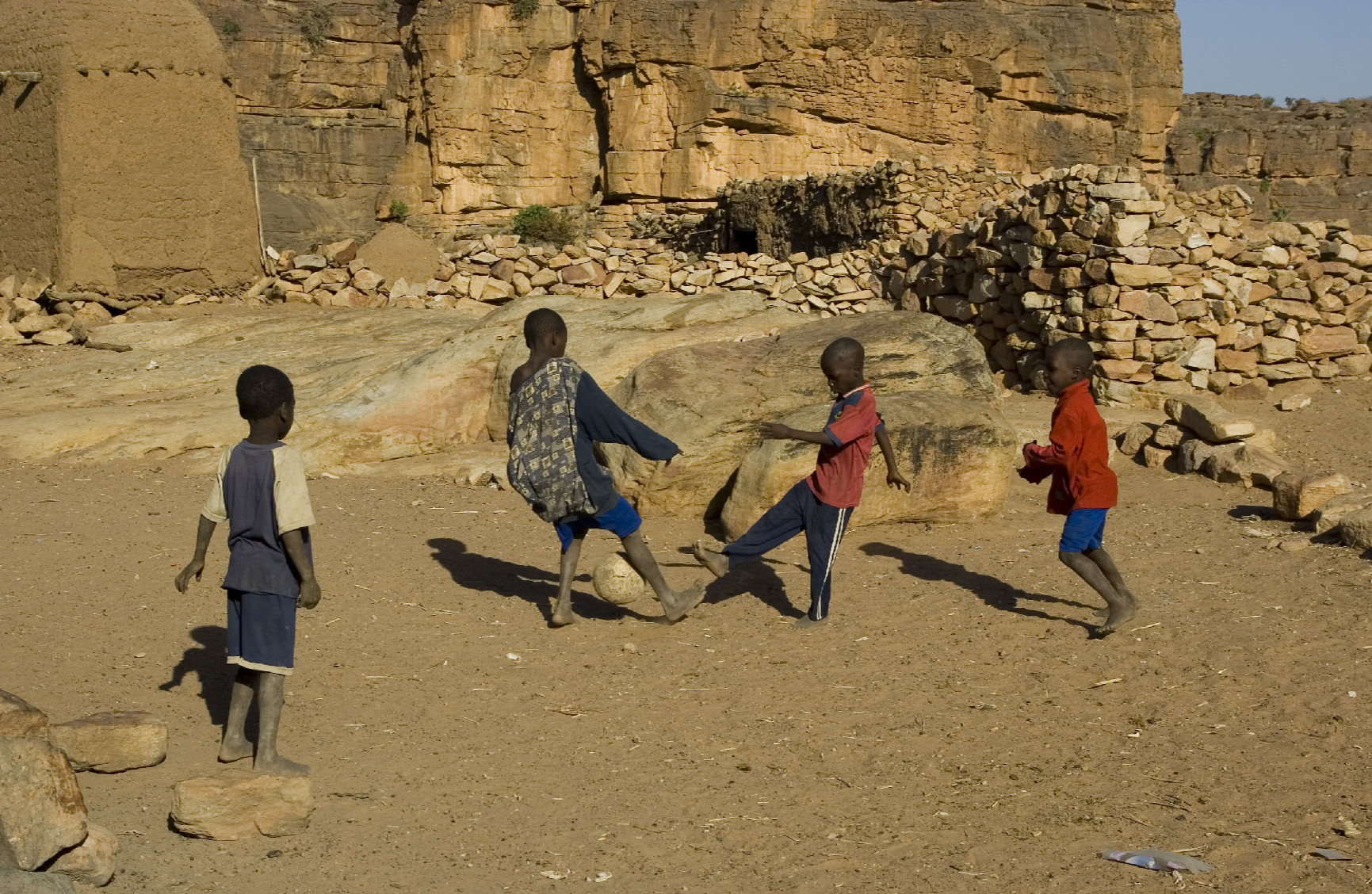
أولاد ماليون يلعبون كرة القدم

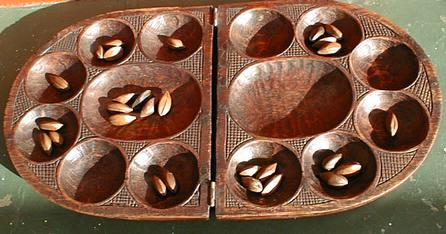
لعبة الأواري

تعتبر لعبة كرة القدم من أكثر الألعاب الشعبية المنتشرة في مالي. ولكل مدينة فريقها المحلي. من أشهر الفرق الوطنية المالية: دجوليبا وستاد وريال. ويستخدم الفتيان كرات مصنوعة من الخرق أو القماش. ساليف كييتا وجان تيكانا من أشهر اللاعبين الدوليين الذين يلعبوا في النوادي الفرنسية. كرة السلة هي ثاني الألعاب المنتشرة في مالي وكان فريقها النسائي هو الفريق الوحيد من أفريقيا التي شارك في ألمبياد الصين عام 2008. المصارعة منتشرة بشكل أقل مع أن الاهتمام بها انخفض مؤخرا. ويلعب الماليون لعبة الأواري التي تشبه لعبة المنقلة.